# Plav (ort)
Plav är en ort i Tjeckien.   Den ligger i regionen Södra Böhmen, i den södra delen av landet, 130 km söder om huvudstaden Prag. Plav ligger 405 meter över havet och antalet invånare är 326.
Terrängen runt Plav är huvudsakligen lite kuperad. Plav ligger nere i en dal. Runt Plav är det ganska tätbefolkat, med 62 invånare per kvadratkilometer. Närmaste större samhälle är České Budějovice, 8,2 km norr om Plav. Omgivningarna runt Plav är en mosaik av jordbruksmark och naturlig växtlighet.